# Исабаев, Бауыржан Абдрашитович
Бауыржан Абдрашитович Исабаев (каз. Бауыржан Әбдірашитұлы Исабаев; род. 5 октября 1972 года, Целиноград, Казахская ССР) — казахстанский предприниматель, филантроп, один из основателей и член совета директоров крупнейшего в Казахстане строительного холдинга BI Group. В 2024 году занял 30-е место в списке 75 богатейших бизнесменов Казахстана по версии Forbes Kazakhstan (личное состояние оценивается в $296 млн).

## Биография
Родился в Целинограде. В 1995 году окончил Целиноградский инженерно-строительный институт (ЦИСИ) по специальности «Инженер-механик», в 2002 году — Академию финансовой полиции Республики Казахстан по специальности «Юриспруденция». В 2008 году получил степень магистра делового администрирования в Международной академии бизнеса. В 2021—2022 годах обучался по программе «Лидерство и личное развитие» в Московской школе управления «Сколково».

### Профессиональная деятельность
На последнем курсе ЦИСИ вместе с сокурсником Айдыном Рахимбаевым основал первый бизнес — трейдинговую компанию «АзТЭК» (предшественник BI Group). В 1998 году открыли строительное подразделение. В 2001 году компания полностью переориентировалась на жилищное строительство и получила название BI Group. По состоянию на 2024 год холдинг работает в 6 странах. По итогам 2023 года BI Group входит в список 50 крупнейших частных компаний в списке журнала Forbes Kazakhstan (6-е место) с оборотом в 658,1 млрд тенге. Занимал различные должности в руководстве холдинга BI Group и его дочерних предприятий:
- 1995—1998 гг. — заместитель директора ТОО «АзТЭК»;
- 1998—2003 гг. — директор ТОО «АБК-Жемчужина»;
- 2003—2007 гг. — руководитель строительной корпорации ТОО «АБК-Курылыс»;
- 2007—2010 гг. — заместитель председателя правления компании «Билд Инвестментс Групп»;
- 2010—2014 гг. — член наблюдательного совета ТОО «BI-Holding»;
- 2014—2015 гг. — председатель правления холдинга BI Group Construction;
- 2015—2016 гг. — председатель наблюдательного совета компаний BI Construction, BI Road Construction;
- с 2016 года — член совета директоров BI Group, курирует направление GR (взаимодействие с государственными органами).

Неоднократно входил в рейтинг богатейших бизнесменов Казахстана журнала Forbes Kazakhstan.

### Общественная деятельность
Участвует в различных спортивных соревнованиях. В составе казахстанской команды Astana Motorsports принимал участие на Ралли Центральной Европы в 2008 году, на ралли «Дакар» в 2013 и 2015 годах. В 2007 году получил спортивное звание «кандидат в мастера спорта Республики Казахстан» по автомобильному спорту, в 2013 году — «мастер спорта международного класса Республики Казахстан» по автомобильному спорту.
Финишировал на чемпионате Казахстана по триатлону и серии мировых гонок Ironman в разных странах мира.
Избирался депутатом маслихата города Астаны III, IV, V созывов (2007—2016 годы). В декабре 2020 года баллотировался в депутаты Мажилиса Парламента Казахстана по партийному списку партии «Nur Otan».
Бауыржан Исабаев стал одним из первых партнёров-меценатов проекта «Дом Мамы» (каз. Ана Үйі), инициированного Айдыном Рахимбаевым. Фонд оказывает помощь женщинам, оказавшимся в тяжёлой жизненной ситуации. За 7 первых лет деятельности проекта число детей-сирот в Казахстане сократилось в 2 раза. По состоянию на 2024 год усилиями бизнесменов-меценатов был открыт 21 кризисный центр «Дом Мамы» в 18 городах Казахстана. Конечная цель проекта — закрыть все детские дома в стране.
Регулярно оказывает помощь родному селу Маншук Маметова. В частности, построил в селе футбольно-баскетбольное поле с искусственным покрытием, общежитие для учителей местной сельской школы.
В январе 2023 года Бауыржан Исабаев был избран президентом Федерации «Кокпар» Республики Казахстан.

## Награды
- Орден «Курмет» (2024)
- Медаль «За трудовое отличие»[2]
- Медаль «10 лет Астане»[2]
- Нагрудный знак «Почётный строитель Казахстана»[2]
- Почётный гражданин Целиноградского района Акмолинской области[16]